# Ngọc Thanh, Phúc Yên
Ngọc Thanh là một xã thuộc thành phố Phúc Yên, tỉnh Vĩnh Phúc, Việt Nam.
Xã có diện tích 77,36 km², dân số năm 1999 là 10.221 người, mật độ dân số đạt 132 người/km².
Khu du lịch hồ Đại Lải nằm phần lớn ở xã này.